# デリシ
デリシ（グルジア語: დელისი、グルジア語ラテン翻字: Delisi）は、トビリシ北西部のサブルタロにある地区である（地図 - Google マップ）。
デリシという地名の由来については不明確である。アゼルバイジャン語の「デリ」と関連があるという説や、この地域がかつて森に覆われていたことから「ゼリス」（ძელის、「雫」の意味）から変化したという説がある。あるいは「ムデロサガン」（მდელოსაგან、「牧草地から」の意味）が由来とする説もある。
デリシ・ヴァジャ＝プシャヴェラス大通りやシ・ヌツビゼス通りの周辺地域が該当する。1979年に地下鉄の「デリシ駅」が開業した。